# Zaluzania triloba
Zaluzania triloba là một loài thực vật có hoa trong họ Cúc. Loài này được (Ortega) Pers. miêu tả khoa học đầu tiên năm 1807.